# Nirvana (альбом Nirvana)
Nirvana — альбом-компіляція американського гранж-гурту «Nirvana», випущений восени 2002 року лейблом DGC.

## Композиції
1. "You Know You're Right" (раніше не видавалася) – 3:38
2. "About a Girl" (з альбому Bleach) – 2:49
3. "Been a Son" (з міні-альбому Blew) – 2:23
4. "Sliver" (сингл) – 2:14
5. "Smells Like Teen Spirit" (з альбому Nevermind) (Cobain/Grohl/Novoselic) – 5:01
6. "Come as You Are" (з альбому Nevermind) – 3:39
7. "Lithium" (з альбому Nevermind) – 4:17
8. "In Bloom" (з альбому Nevermind) – 4:15
9. "Heart-Shaped Box" (з альбому In Utero) – 4:41
10. "Pennyroyal Tea" (ремікс Скотта Літта з синглу "Pennyroyal Tea", оригінальний мікс із альбому In Utero) – 3:38
11. "Rape Me" (з альбому In Utero) – 2:51
12. "Dumb" (з альбому In Utero) – 2:34
13. "All Apologies" (з альбому MTV Unplugged in New York) – 3:51
14. "The Man Who Sold the World" (David Bowie) (з альбому MTV Unplugged in New York) – 3:47

Бонус
1. "Where Did You Sleep Last Night" (Lead Belly) (з альбому MTV Unplugged in New York) – 5:08 (присутній на вінілі та міжнародних CD-копіях)
2. "Something in the Way" (з альбому MTV Unplugged in New York) – 4:01 (присутній на вінілі та міжнародних CD-копіях)